# Pánfilo Natera

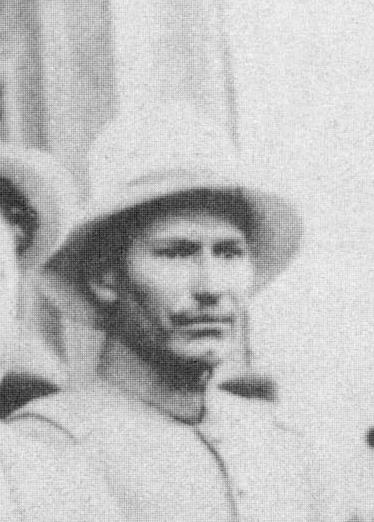
Pánfilo Natera

Pánfilo Natera García (Rancho La Noria, 12 juli 1882 - San Miguel de Allende, 28 december 1951) was een Mexicaans militair en politicus.
Natera was afkomstig uit een arme familie uit de staat Zacatecas die niet genoeg geld had om hem naar school te sturen. In 1910 sloot hij zich aan bij de Mexicaanse Revolutie aan de zijde van Luis Moya die in Zacatecas Francisco I. Madero steunde. Natera bleek een bekwaam militair en klom snel op tot kapitein. Na de overwinning van Madero nam hij dienst in het Mexicaanse leger en bevocht onder andere de opstandelingen van Pascual Orozco en Benjamín Argumedo.
Na de moord op Madero door Victoriano Huerta sloot hij zich aan bij het Constitutionalistisch Leger van Venustiano Carranza in het verzet tegen Huerta. Natera werd benoemd tot bevelhebber van de centrale divisie van de constitutionalisten. Aan de zijde van Pancho Villa was hij betrokken bij de inname van Torreón en kreeg vervolgens van Carranza de opdracht Zacatecas in te nemen, dat verdedigd werd door Luis Medina Barron. Natera slaagde hier niet in, zodat Villa zich bij Natera's troepen voegde. Gezamenlijk slaagden ze erin de stad in te nemen en Natera werd provisorisch gouverneur van de staat. Het betekende echter een breuk in het revolutionaire leiderschap, en na de val van Huerta korte tijd later zetten de constitutionalisten van Carranza de strijd voort tegen de troepen Conventie van Aguascalientes van onder anderen Villa en Natera. In 1915 brak hij met Villa.
In 1916 werd Natera in Querétaro gearresteerd, maar werd niet schuldig bevonden en kon weer een functie in het Mexicaanse leger krijgen. In de jaren 20 bevocht hij de De la Huerta-opstand en de Cristero-oorlog met het regeringsleger en klom hij op tot generaal. Van 1940 tot 1944 was hij voor een tweede keer gouverneur van Zacatecas. Hij overleed in 1951.